# Parque Cidades do Tejo
O projeto Parque Cidades do Tejo é um ambicioso projeto urbanístico que abrangerá uma área de 4.500 hectares com o objetivo de transformar o arco ribeirinho numa grande metrópole integrada, “em que o rio funciona como elo de ligação dos territórios em vez de os separar”.

## História
Em 2009, o Executivo de José Sócrates apresentou o Arco Ribeirinho Sul – a transformação dos antigos terrenos industriais da Quimigal, no Barreiro, da Siderurgia, no Seixal, e da Lisnave, em Almada, em zonas urbanizadas e modernas que entretanto vieram a fazer parte do projeto Parque Cidades do Tejo.
A 28 de março de 2025, o governo de Luís Montenegro apresentou aos autarcas da Área Metropolitana de Lisboa e de Benavente o projeto para a área metropolitana de Lisboa, a ser executado dentro de 50 anos. É o equivalente a 55 Expo 98 em tamanho e custará mais de 15 mil milhões de euros.

## Obras incluídas
- Aeroporto Luís de Camões e cidade aeroportuária (+3000 hectares)
- Terceira Travessia do Tejo
- Quarta Travessia do Tejo
- Conversão do Aeroporto Humberto Delgado num grande parque verde e com milhares de novas habitações (+400 hectares)
- Ocean Campus em Oeiras (90 hectares)
- Urbanização dos terrenos da Lisnave, em Almada (58 hectares)
- Urbanização dos terrenos da Siderurgia Nacional, no Seixal (247 hectares)
- Urbanização dos terrenos da Quimigal, no Barreiro (214 hectares)
- Ponte entre o Seixal e o Barreiro
- Rede Ferroviária de Alta Velocidade
- Expansão do Metropolitano de Lisboa
- Expansão do Metro Transportes do Sul até à Costa da Caparica e possivel ligação com o Metropolitano de Lisboa